# Raven otthona
A Raven otthona (eredeti cím: Raven’s Home) 2017 és 2023 között vetített amerikai televíziós szitkom, amelyet Michael Poryes és Susan Sherman alkotott. A főbb szerepekben Raven-Symoné, Anneliese van der Pol, Issac Brown, Navia Robinson, Jason Maybaum és Sky Katz látható. Ez a második spin-off sorozat a That’s So Raven című sorozatból, az első a Cory in the House volt. Egyiket se mutatták be Magyarországon. 
A sorozat 2017. július 21-én indult Amerikában, az Utódok 2. premierje előtt került bemutatásra, míg Magyarországon a Disney Channel mutatta be 2018. február 17-én.

## Ismertető
Raven és Chelsa a legjobb barátnők, mindketten elváltak, és a gyerekeikkel élnek egy közös lakásban. A házuk teljesen felfordul, amikor rájönnek, hogy az egyik Raven csemete örökli az anyukája látnoki képességeit.

## Szereplők

### Főszereplők
| Szereplő             | Színész               | Magyar hang                                      | Évadok   |
| -------------------- | --------------------- | ------------------------------------------------ | -------- |
| Raven Baxter         | Raven-Symoné          | Kocsis Mariann                                   | 1–6.     |
| Booker Baxter-Carter | Issac Ryan Brown      | Pál Dániel Máté                                  | 1–6.     |
| Booker Baxter-Carter | Issac Ryan Brown      | Berecz Kristóf Uwe (Ravenék a Kikiwaka táborban) | 1–6.     |
| Chelsea Grayson      | Anneliese van der Pol | Urbán Andrea (1–3. évad)                         | 1–5.     |
| Chelsea Grayson      | Anneliese van der Pol | Andrádi Zsanett (Ravenék a Kikiwaka táborban)    | 1–5.     |
| Chelsea Grayson      | Anneliese van der Pol | Zakariás Éva (4–5. évad)                         | 1–5.     |
| Nia Baxter-Carter    | Navia Robinson        | Boldog Emese                                     | 1–4.     |
| Levi Grayson         | Jason Maybaum         | Berecz Kristóf Uwe (1–2. évad)                   | 1–4.     |
| Levi Grayson         | Jason Maybaum         | Sándor Barnabás (3–4. évad)                      | 1–4.     |
| Tess                 | Sky Katz              | Károlyi Lilla Márta                              | 1–4., 6. |
| Tess                 | Sky Katz              | Magyar Viktória (Ravenék a Kikiwaka táborban)    | 1–4., 6. |
| Alice Baxter         | Mykal-Michelle Harris | Bak Julianna (5. évad) Bernát Nina (6. évad)     | 5–6.     |
| Neil                 | Felix Avitia          | Kretz Boldizsár                                  | 5–6.     |
| Ivy                  | Emmy Liu-Wang         | Hegedűs Johanna                                  | 5–6.     |
| Victor Baxter        | Rondell Sheridan      | Albert Péter (2. évad) Vida Péter (5–6. évad)    | 2., 5–6. |

### Mellékszereplő
| Szereplő     | Színész           | Magyar hang       | Évadok |
| ------------ | ----------------- | ----------------- | ------ |
| Devon Carter | Jonathan McDaniel | Pál Tamás         | 1–4.   |
| Spitz edző   | Anthony Alabi     | Orosz Gergely     | 1–3.   |
| László       | Ernie Grunwald    | Karácsonyi Zoltán | 5–6.   |

### Magyar változat
- Bemondó: Endrédi Máté (1–4. évad), Pál Tamás (5–6. évad)
- Magyar szöveg: Vajda Evelin
- Szinkronrendező: Kiss Lajos

A magyar változat az SDI Media Hungary műtermeiben készült.

## Epizódok
| Évad | Évad | Epizódok | Eredeti sugárzás  | Eredeti sugárzás    | Magyar sugárzás    | Magyar sugárzás      |
| Évad | Évad | Epizódok | Évadpremier       | Évadfinálé          | Évadpremier        | Évadfinálé           |
| ---- | ---- | -------- | ----------------- | ------------------- | ------------------ | -------------------- |
|      | 1    | 13       | 2017. július 21.  | 2017. október 20.   | 2018. február 17.  | 2018. május 12.      |
|      | 2    | 21       | 2018. június 25.  | 2018. november 30.  | 2018. november 12. | 2019. április 1.     |
|      | 3    | 26       | 2019. június 17.  | 2020. május 3.      | 2020. május 11.    | 2020. június 12.     |
|      | 4    | 19       | 2020. július 24.  | 2021. május 21.     | 2020. december 4.  | 2021. szeptember 23. |
|      | 5    | 25       | 2022. március 11. | 2022. december 2.   | 2022. október 10.  | 2023. április 27.    |
|      | 6    | 18       | 2023. április 9.  | 2023. szeptember 3. | 2023. november 20. | 2023. december 13.   |

## A sorozat készítése
Nyolc évvel azután, hogy a That’s So Raven véget ért, pletykáltak arról, hogy visszatér a sorozat valamilyen formában. 2015. augusztus 14-én T'Keyah Crystal Keymáh és Rondell Sherida kivételével összegyűltek a szereplők a The View című műsorban.
A sorozat előkészülete 2016. október 27-én kezdődött. Raven-Symoné bejelentette, hogy távozik a The View műsorból, hogy teljes munkaidőben dolgozzon a sorozaton. 2016. november 14-én bejelentették, hogy Anneliese van der Pol visszatér Chelsea Daniels szerepére. A sorozat címe Raven otthona lett és 2017. április 4-én kezdték el a forgatást. A producerek Jed Elinoff és Scott Thomas voltak, akik a forgatókönyv írásban is részt vettek. Raven-Symoné szintén részt vett az írásban.
A Disney Channel 2017. október 10-én megújította a sorozatot egy második évadra, amelynek forgatását 2017 novemberében kezdték meg. A második évadtól kezdve Michael Feldman és Dava Savel váltotta Jed Elinoffot és Scott Thomast. Savel és Feldman a That’s So Raven című sorozatban is részt vettek.
2018. november 28-án bejelentették, hogy Eunetta T. Boone lesz a harmadik évad showrunnerre és vezető producere. 2019. március 21-én Eunetta T. Boone halálát követően a harmadik évad gyártása ideiglenesen leállt. A harmadik évad premierje 2019. június 17-én volt.
2019. október 16-án a Disney Channel bejelentette, hogy a sorozatot negyedik évadra újították meg. Alison Taylor vezető producerként csatlakozott a sorozathoz.